# Thomas Jan Stieltjes
Thomas Jan Stieltjes (neerlandès: Thomas Joannes Stieltjes)  (Zwolle, 29 de desembre de 1856 - Tolosa, 31 de desembre de 1894), també anomenat Thomas Joannes Stieltjes, va ser un matemàtic de nacionalitat francesa però nascut a Holanda, conegut, entre altres coses, pels seus treballs en fraccions contínues.

## Vida i Obra
Fill d'un reputat enginyer civil, constructor dels ports de Rotterdam, Stieltjes va començar es seus estudis d'enginyeria el 1873 a la Universitat Tècnica de Delft, però com que no anava a classe per poder llegir i estudiar les obres de Gauss i Jacobi, no va aconseguir la graduació. El 1877 va començar a treballar com assistent al Observatori de Leiden, on el director li permetia treballar més en problemes matemàtics que en treball observacional.
El 1883, després de casar-se i encoratjat per la seva dona, va començar a donar classes de geometria analítica i descriptiva. L'any següent va fracassar per obtenir una plaça docent a la universitat de Groningen perquè no estava graduat. El 1885 es va traslladar a París, ciutat en la qual va obtenir el doctorat amb una tesi sobre sèries asimptòtiques.
El 1887 va ser nomenat professor de la universitat de Tolosa, de la qual va obtenir la càtedra de càlcul diferencial i integral el 1889. Inopinada i malauradament va morir cinc anys més tard, quan només tenia 38 anys.
Els seus treballs més influents van ser en sèries contínues, apareguts en dos articles publicats de forma pòstuma el 1894 i el 1895. Però també és força recordat per les integrals que porten el seu nom, desenvolupades en l'anàlisi del que es va conèixer com el problema del moment d'Stieltjes. També va treballar en altres camps de les matemàtiques com la teoria de nombres (va escriure una demostració de la infinitud dels nombres primers) o com la teoria dels polinomis ortogonals.